# 2004年度四台聯頒音樂大獎得獎名單
2004年度四台聯頒音樂大獎為首次兩首歌曲獲得歌曲大獎

## 歌曲大獎
- 頒發場合：新城勁爆頒獎禮
- 歌曲：小城大事
- 歌手：楊千嬅
- 作曲：雷頌德
- 作詞：林夕

&
- 歌曲：吻別的位置
- 歌手：李克勤
- 作曲：梁詠琪
- 作詞：黃偉文

## 大碟大獎
- 頒發場合：十大勁歌金曲頒獎典禮
- 大碟：電光幻影
- 歌手：楊千嬅
- 監製：楊千嬅

## 卓越表現大獎
- 頒發場合：叱吒樂壇流行榜頒獎典禮
- 金獎：關心妍
- 銀獎：吳浩康
- 銅獎：薛凱琪

## 傳媒大獎
- 頒發場合：十大中文金曲頒獎音樂會
- 歌手：容祖兒
- 作曲家：雷頌德
- 填詞家：黃偉文